# Spilosoma multivittata
Spilosoma multivittata är en fjärilsart som beskrevs av Moore 1865. Spilosoma multivittata ingår i släktet Spilosoma och familjen björnspinnare. Inga underarter finns listade i Catalogue of Life.